# W-CDMA
W-CDMA sau WCDMA sau Wideband CDMA este un standard de telecomunicație prin unde radio, folosit în rețelele de telecomunicație/telefonie mobilă de tip GSM - 3G.

## Detalii tehnice
W-CDMA este o variantă de CDMA (din engleză de la Code Division Multiple Access, acces multiplu prin divizare de cod), în care semnalul care urmează să fie transmis este „răsfirat” ca frecvență pe o lățime de bandă mai mare, devenind mai puțin sensibil la interferențe. Puterea specifică de emisie (pe Hz) la stația de emisie (releu) se reduce corespunzător. Este cea mai utilizată metodă din familia UMTS, termenul fiind deseori folosit (în mod eronat) chiar ca sinonim pentru UMTS.
Deși W-CDMA diferă mult de CDMA, W-CDMA folosește aceeași rețea de bază ca și GSM 2G, rețea răspândită în întreaga lume, permițând o funcționalitate duală, în paralel cu funcționalitatea GSM/EDGE și a altor metode din cadrul UMTS.
În UMTS, standardul W-CDMA este folosit pentru transmiterea datelor cu o bandă largă de 5 MHz. Din punct de vedere conceptual este împărțit, relativ la procedeul folosit, în: Frequency Division Duplex (FDD) și Time Division Duplex (TDD). Atinge viteze superioare metodei Time Division Multiple Access (TDMA).
Codurile utilizate de către W-CDMA nu se pot afecta reciproc. Codurile utilizate sunt, din punct de vedere matematic, ortogonale pentru fiecare utilizator (un cod este ortogonal în cazul în care produsul scalar a două semnale este zero). În acest fel receptorul poate decoda semnalul compus provenit concomitent de la mai multe stații de emisie - refăcând astfel semnalele individulale inițiale.

## Performanță
în decursul evoluției W-CDMA au fost introduse o serie de procedee tehnice pentru îmbunătățirea performanței. În general, într-un sistem CDMA este ușor să se obțină calitate, acoperire și capacitate sporite, ca urmare a folosirii raționale a resursei de putere din stația de emisie. Aceasta rezultă în cadrul fiecărei celule din faptul că puterea stației este singura resursă folosită în comun de utilizatorii simultani. Dacă pentru o conexiune individuală calitatea legăturii crește, puterea de emisie necesară ei poate fi micșorată, cu avantaje pentru toți ceilalți utilizatori ai sistemului, deoarece folosesc în comun aceeași resursă de putere.